# کمیته بین‌المللی المپیک
کمیتهٔ بین‌المللی المپیک (انگلیسی: International Olympic Committee، یا به اختصار IOC؛ فرانسوی: Comité International Olympique‎) یک نهاد بین‌المللی است که مسئولیت اجرای المپیک را دارد. این کمیته در ۲۳ ژوئن ۱۸۹۴ ایجاد شد و اکنون فعالیت‌های کمیتهٔ ملّی المپیک ۲۰۵ کشور، زیر نظر این کمیته است.